# Deira

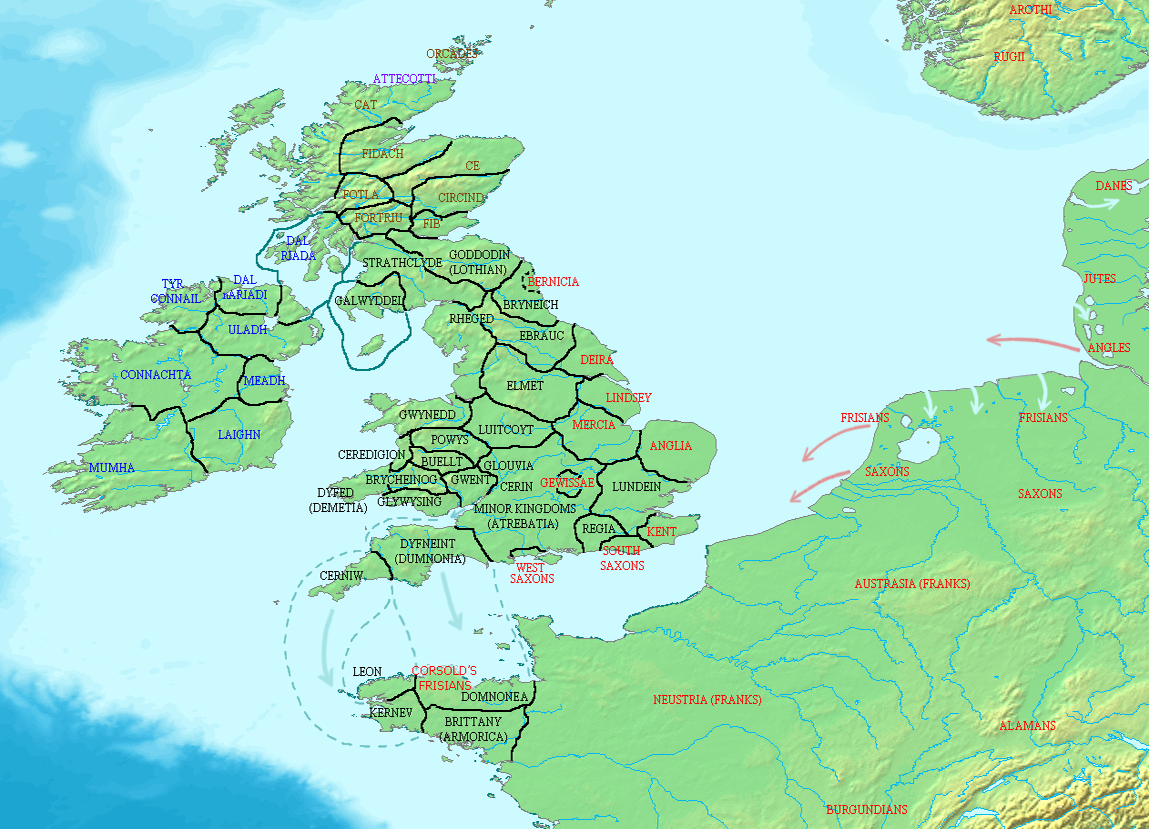
Britannien um 500

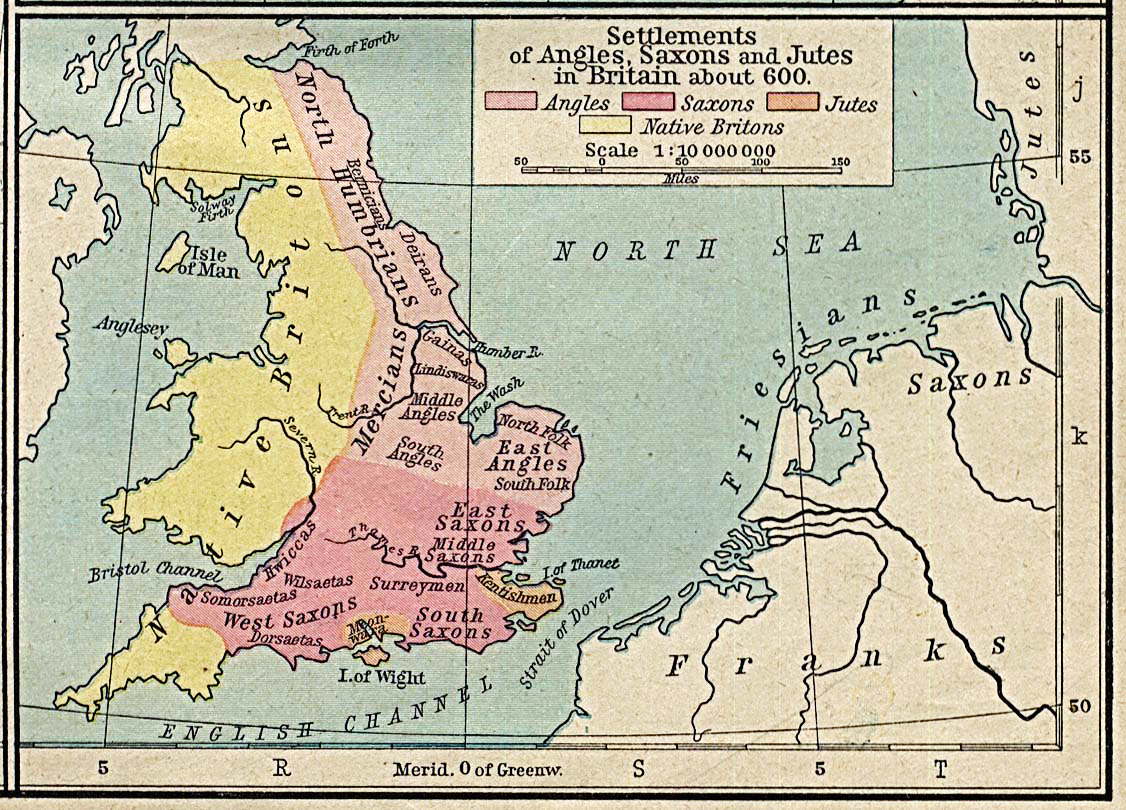
Britannien um 600

Deira (altenglisch Dere oder Dera rice) war ein kleines anglisches Königreich in England, das im 6. Jahrhundert historisch fassbar wurde. Im Laufe dieses Jahrhunderts wurde das britannische Königreich Ebrauc absorbiert und im frühen 7. Jahrhundert das ebenfalls britannische Königreich Elmet. Zusammen mit dem nördlich gelegenen Bernicia bildete Deira das spätere Northumbria.

## Geschichte
Es erstreckte sich vom Humber bis zum Tyne. Jedoch war die Gegend nördlich des Tees unbewohnt. Der Name Deira ist britannischen, das heißt keltischen, Ursprungs und ist entweder von dem Wort deifr (Wasser) oder daru (Eiche) abgeleitet.
Über die Errichtung der ersten anglischen Siedlungen ist wenig bekannt. Deira war seit der Mitte des 5. Jahrhunderts von Angeln besiedelt. Soemel (um 450), ein Vorfahre des späteren Königs Ælle (560–588/590), soll nach der Historia Brittonum Deira aus dem britannischen Königreich Bryneich herausgelöst haben und möglicherweise das anglische Königtum in Deira begründet haben. Anglische Eroberer besiedelten wohl im dritten Viertel des 5. Jahrhunderts das Tal des Flusses Derwent und legten den Grundstein für das spätere Deira. Dass sich das anglische Deira aber aus einer schon bestehenden politischen Einheit britannischen Charakters entwickelt hat, wird gemeinhin angenommen. Das britannische Ebrauc (das heutige York, damals die Hauptstadt des gleichnamigen Königreichs der Britannier) scheint in der ersten Hälfte des 6. Jahrhunderts durch das anglische Königreich Deira eingenommen worden zu sein.
Der erste überlieferte König war Ælle, der der Angelsächsischen Chronik zufolge im Jahr 560 anglischer König von Deira wurde.
Vermutlich unternahm Ælle Vorstöße in das von Britanniern besiedelte Tal des Flusses Wharfe. Nach seinem Tod um 588 fiel Deira zunächst an Æthelric und dann an Æthelfrith vom anglischen Königreich Bernicia, der beide Königreiche vereinte und so die Voraussetzung für den Aufstieg des anglischen Northumbria schuf. Deira war unter König Edwin ein Bestandteil Northumbrias. Auch nach der Vereinigung behielt Deira jedoch vorläufig seine eigene Identität. Einzelne, eigene Könige von Deira nach der Vereinigung mit Bernicia zu Northumbria sind belegt. In Zeiten der Schwäche Bernicias konnten sich in Deira in der ersten Hälfte des 7. Jahrhunderts immer wieder eigene Könige etablieren.
Dies geschah, nachdem König Edwin im Jahr 633 gefallen und Northumbria in zwei Teile geteilt worden war, wobei Deira unter König Osric kurzzeitig wieder selbständig wurde. Nach dem Tod des northumbrischen Königs Oswald in der Schlacht von Maserfeld im Jahr 642 erlangte Deira ein gewisses Maß an Unabhängigkeit unter seinem eigenen König Oswine. Selbst nachdem Deira unter der Herrschaft Oswius endgültig in das Königreich Northumbria absorbiert worden war, bestand diese Tendenz zur Eigenständigkeit fort, da Deira für mehrere Jahrzehnte nicht direkt von der Zentralgewalt regiert wurde, sondern seine eigenen Unterkönige hatte, die dem König von Northumbria untergeordnet waren. Erst im Laufe der Herrschaftszeit König Ecgfriths wurde diese Sonderrolle Deiras endgültig beendet.

## Könige von Deira
Die Jahresangaben sind ungefähre Werte und können von den korrekten Angaben leicht abweichen.
- Ælle 560–588/590
- Æthelric 588–593
- Æthelfrith 593–616
- Edwin 616–633
- Osric 633–634
- Oswald 634–642 (Deira unter Kontrolle Bernicias)
- Oswine 642/643–651
- Oswiu 651–670 (endgültige Vereinigung zum Königreich Northumbria)
- Æthelwald c.651–655 (Unterkönig in Deira)
- Ealhfrith c.655–664 (Unterkönig in Deira)
- Ecgfrith c. 664–670 (Unterkönig in Deira, ab 670 König von Northumbria)
- Ælfwine 670–679 (letzter Unterkönig in Deira)

## Genealogie der Könige Deiras
Im Stammbaum der Dynastie sind Könige durch Fettschrift hervorgehoben.

### Mythische Herkunft
Mythische Vorfahren nach der Angelsächsischen Chronik: und der Anglian Collection:
- Frithowulf
  - Woden
    - Waddy (Wegdæg)
      - Seagar (Siggar)
        - Swaddy (Suebdæg)
          - Sigeat (Siggeot)
            - Sebbald (Sæbald)
              - Sæfugul („Meeres-Vogel“)
                - (Seomel)[14]
                  - Westorualcna („West-Falke“)
                    - Wilgis (Wilgils)
                      - Uscfrea (Wuscfrea)
                        - Yffi
                          - Ælle

Mythische Vorfahren nach der Historia Brittonum:
- Woden
  - Beldeg
    - Brond
      - Siggar (Siggar)
        - Sibald (Sæbald)
          - Zegulf
            - Soemil (Soemel)
              - Sguerthing
                - Giulglis (Wilgis, Wilgils)
                  - Ulfrea (Wuscfrea)
                    - Iffi (Yffi)
                      - Ælle
                      - Ælfric[16]
                      - Eadwine[15]
                        - 2 Söhne[15]

                      - Osfrith[15]
                      - Eanfrith[15]

### Historische Dynastie
1. Ælle[17]
  1. Acha ⚭ Æthelfrith (593–616)
  2. Edwin (616–633) ⚭I. Cwenburh, Tochter des Königs Ceorl von Mercia ⚭II. Æthelburg (605–647), Tochter des Königs Æthelberht I. von Kent (siehe Oiscingas)
    1. (I) Osfrith
      1. Yffi

    2. (I) Eadfrith
    3. (II) Eanflæd (* um 625) ⚭ Oswiu (642–670)
    4. (II) Uscfrea
    5. (II) Æthelhun
    6. (II) Æthelthryth

  3. NN
    1. Hereric (Eltern unbekannt, Neffe von Edwin) ⚭ Breguswith
      1. Hilda von Whitby, Heilige
      2. Hereswitha ⚭ Æthelhere (siehe Wuffinger)

  4. Æthelric (589–604)
2. Ælfric (Bruder Ælles)[16]
  1. Osric (633–634)
    1. Oswine (642–651)